# Swannia marmorea
Swannia marmorea är en fjärilsart som beskrevs av Louis Beethoven Prout 1926. Swannia marmorea ingår i släktet Swannia och familjen mätare. Inga underarter finns listade i Catalogue of Life.